# 1712년
1712년은 금요일로 시작하는 윤년이다.

## 연호
- 청(淸) 강희(康熙) 51년
- 일본(日本) 쇼토쿠(正徳) 2년
- 후 레 왕조(後黎朝) 빈틴(永盛) 8년

## 기년
- 류큐(琉球) 쇼에키왕(尚益王) 3년
- 청(淸) 성조 강희제(聖祖 康熙帝) 51년
- 조선(朝鮮) 숙종(肅宗) 38년
- 후 레 왕조(後黎朝) 유종(裕宗) 8년

## 사건
백두산정계비를세움

## 탄생
- 1월 24일 - 독일 프로이센 왕국의 제3대 프리드리히 2세. (~1786년)
- 1월 28일 - 일본 에도 막부의 제9대 쇼군 도쿠가와 이에시게. (~1761년)
- 2월 29일 - 네덜란드 태생의 러시아 제국 외교관 겸 정치가 자코부스 포옐. (~1775년)
- 5월 19일 - 조선 후기의 실학자 신경준. (~1781년)
- 6월 28일 - 프랑스의 계몽주의, 철학자 장자크 루소. (~1778년)
- 12월 12일 - 오스트리아의 군인 카를 알렉산더 폰 로트링겐 공자. (~1780년)
- 12월 25일 - 조선 후기의 실학자 안정복. (~1791년)

### 미상
- 조선 후기의 화가 최북. (~1760년)
- 일본 에도 시대의 유학자 뉴이 미쓰기. (~1792년)

## 사망
- 6월 11일 - 프랑스의 원수 루이조제프 드 부르봉 드 방돔 공작. (?~)
- 7월 12일 - 영국의 정치인 리처드 크롬웰. (1626년~)
- 11월 12일 - 일본 에도 막부의 6대 쇼군 도쿠가와 이에노부. (1662년~)